# بدگیس‌پشت‌ها
بدگیس‌پشت‌ها (نام علمی: Pseudotrichonotus) نام یک سرده از راسته لوله‌سانان است.